# Hugh O'Conor
Hugh O'Conor, född 19 april 1975 i Dublin, är en irländsk skådespelare. O'Conors far, John O'Connor, är  konsertpianist och hans mor, Mary O'Connor, arbetar som terapeut. Hugh O'Conor har en yngre bror.

## Filmografi (i urval)
- Lamb - 1986
- Min vänstra fot - 1989
- De tre musketörerna - 1993
- A Young Poisoner's Handbook - 1995
- Hotel Splendide -  2000
- Chocolat - 2000
- Speed Dating - 2007